# Loi sur le système de régulation des services du cyberespace
 (novembre 2022).
La loi sur le système de régulation des services du cyberespace (en farsi :طرح نظام تنظیم مقررات خدمات فضای مجازی et en anglais : Cyberspace service regulation system act) est une loi relative aux cyberespace mise en place en 2022 dans la République islamique d'Iran.
Elle rend notamment les Forces armées iraniennes responsables du contrôle des points d'échanges Internet,,,,.